# 1. općinska nogometna liga Koprivnica 1982./83.
"1. općinska nogometna liga Koprivnica" za sezonu 1982./83. je bila liga sedmog stupnja nogometnog prvenstva SFRJ. 
 
Sudjelovalo je 7 klubova, a prvak je bila "Tehnika" iz Koprivnice.

## Ljestvica
| mj. | klub                      | ut. | pob. | ner. | por. | gol+ | gol- | bod |
| --- | ------------------------- | --- | ---- | ---- | ---- | ---- | ---- | --- |
| 1.  | Tehnika Koprivnica        | 12  | 9    | 3    | 0    | 39   | 11   | 21  |
| 2.  | Miklinovec Koprivnica     | 12  | 9    | 0    | 3    | 33   | 18   | 18  |
| 3.  | Mladost Koprivnički Bregi | 12  | 4    | 3    | 5    | 36   | 25   | 11  |
| 4.  | Tehničar Cvetkovec        | 12  | 5    | 1    | 6    | 25   | 26   | 11  |
| 5.  | Borac Imbriovec           | 12  | 4    | 2    | 6    | 21   | 38   | 10  |
| 6.  | Omladinac Herešin         | 12  | 2    | 4    | 6    | 21   | 35   | 8   |
| 7.  | GOŠK Gotalovo             | 12  | 2    | 1    | 9    | 20   | 42   | 5   |

## Rezultatska križaljka
| kratica | klub                      | BOR | GOŠK | MIK | MLA | OML | TEHČ | TEHK |
| --- | ------------------------- | --- | ---- | --- | --- | --- | ---- | ---- |
| BOR | Borac Imbriovec           |     |      |     |     |     |      |      |
| GOŠK | GOŠK Gotalovo             |     |      |     |     |     |      |      |
| MIK | Miklinovec Koprivnica     |     |      |     |     |     |      |      |
| MLA | Mladost Koprivnički Bregi |     |      |     |     |     |      |      |
| OML | Omladinac Herešin         |     |      |     |     |     |      |      |
| TEHČ | Tehničar Cvetkovec        |     |      |     |     |     |      |      |
| TEHK | Tehnika Koprivnica        |     |      |     |     |     |      |      |
| |                           |     |      |     |     |     |      |      |
| podebljan rezultat - utakmice od 1. do 7. kola (1. utakmica između klubova) rezultat normalne debljine - utakmice od 8. do 14. kola (2. utakmica između klubova) rezultat nakošen - nije vidljiv redoslijed odigravanja međusobnih utakmica iz dostupnih izvora rezultat smanjen * - iz dostupnih izvora nije uočljiv domaćin susreta prekrižen rezultat - poništena ili brisana utakmica p - utakmica prekinuta 3:0 p.f. / 0:3 p.f. - rezultat 3:0 bez borbe n.i. - nije igrano |                           |     |      |     |     |     |      |      |

 Izvori:

## Unutrašnje poveznice
- Međuopćinska nogometna Koprivnica 1982./83.